# Så långt som havets bölja går
Så långt som havets bölja går är en missionspsalm av Carl Wilhelm Skarstedt från 1861 som bearbetades av Lars Lindman 1980.
Melodin är en tonsättning av Severus Gastorius från 1675 som enligt Koralbok för Nya psalmer, 1921 också används till psalmen På Gud och ej på eget råd (1819 nr 252, 1986 nr 555).

## Publicerad i
- Hemlandssånger 1891 som nr 204  under rubriken "Kyrkan — Missionen". (Peter Fjellstedt felaktigt angiven som författare.)
- Svensk söndagsskolsångbok 1908 som nr 247 under rubriken "Missionssånger".
- Nya psalmer 1921, tillägget till 1819 års psalmbok som nr 537 under rubriken "Kyrkan och nådemedlen: Missionen".
- Sionstoner 1935 som nr 569 under rubriken "Yttre mission".
- Guds lov 1935 som nr 489 under rubriken "Missionssånger".
- 1937 års psalmbok som nr 245 under rubriken "Mission".
- Den svenska psalmboken 1986 som nr 414 under rubriken "Vittnesbörd - tjänst - mission".
- Psalmer och Sånger 1987 som nr 478 under rubriken "Kyrkan och nådemedlen - Vittnesbörd - tjänst - mission".[1]
- Finlandssvenska psalmboken 1986 som nr 439 under rubriken "Mission".
- Lova Herren 1988 som nr 741 under rubriken "Mission".